# مریم پیربند
مریم پیربند کارگردان، فیلم‌ساز، هنرپیشه ایرانی و داور جشنواره‌های بین‌المللی فیلم است. تعدادی از فیلم‌هایی که او ساخته‌است، منتخب جشنواره‌های معتبر بین‌المللی نظیر جشنواره بین‌المللی فیلم کن، جشنواره بین‌المللی فیلم داکا و سایر جشنواره‌ها بوده‌است. مریم پیربند تنها ایرانی عضو رسمی اتحادیه زنان فیلمساز آمریکا است.

## فعالیت حرفه‌ای
مریم پیربند ابتدا کارمند شرکت‌ هواپیمایی ایران ایر بود که بخاطر علاقه‌ای که به سینما داشت، از ادامه این شغل کناره‌گیری کرد و به سینما روی آورد. او به عنوان دستیار و منشی صحنه و بازیگر فعالیت حرفه‌ای خود را در عرصه سینما آغاز کرد و به تحصیل در رشته کارگردانی پرداخت، در سال ۱۳۸۵ با پیمان ابدی آشنا شد به عنوان نخستین بدلکار حرفه ای زن، فعالیت خود را  آغاز کرد ه و سپس به عنوان کارگردان اکشن کار خود را ادامه داد و اولین فیلم کوتاه خود پارکینگ شماره شش را در ژانر اکشن ساخت. فیلم «با من برقص» اولین فیلم او بود که به یک جشنواره معتبر جهانی فیلم یعنی جشنواره بین‌المللی فیلم کن، راه‌یافت. پیربند تا کنون بیشتر از هجده فیلم (سینمایی، مستند، کوتاه و سریال) ساخته است. او نخستین فیلم سینمایی خود فصل قاصدک را در لس آنجلس و با حضور عوامل هالیوودی از جمله رودی یانگ بلاد ستاره فیلم آپوکالیپتو اثر مل گیبسون ساخت.پیربند تنها فیلمساز زن ایرانی است که برای کارگردانی فیلمهای سینمایی به زبان اسپانیایی و در ژانر اکشن دعوت شد و فیلم سینمایی ورتیکال در سال ۲۰۲۲ به کارگردانی او در مکزیک ساخته شد. 

## آثار شاخص
مریم پیربند بارها برنده جایزه «بهترین کارگردانی» شده‌است. فیلم سینمایی  «فصل قاصدک» به کارگردانی مریم پیربند برنده جایزه بهترین فیلمساز زن از دهمین جشنواره فیلم نیویورک و جایزه زر زرد جشنواره جیپورشد.  فیلم کوتاه «سکوت» به کارگردانی مریم پیربند در جشنواره زنان فیلمساز در بورلی هیلز، کالیفرنیا و جشنواره بین‌المللی پیپا در کشور برزیل حضور داشت که موفق به دریافت جایزه بهترین کارگردانی، و فیلم کوتاه «فرمیسک» به کارگردانی او برنده جایزه «بهترین کارگردان زن» از «جشنواره فیلم‌های کوتاه در آمریکا» شد. همچنین فیلم کوتاه «با من برقص» به نویسندگی و کارگردانی وی موفق به راهیابی به جشنواره فیلم کن ۲۰۱۲ شد.

## فیلم شناسی
- ورتیکال (۲۰۲۲- ۲۰۲۳)
- فصل قاصدک (۲۰۱۹-۲۰۲۰)
- فرمیسک (۲۰۱۷-۲۰۱۸)
- سریال مستند حیرانی (۲۰۱۵-۲۰۱۶)
- مستند سلول و سکه (۲۰۱۵)
- مستند سهم من (۲۰۱۴)
- یک اشتباه کوچولو (۲۰۱۴)
- سکوت (۲۰۱۴)
- با من برقص (۲۰۱۲)
- مستند حنایی (۲۰۱۱)
- پارکینگ شماره شش (۲۰۰۹)
- سلسله شوق (۲۰۰۸)

## جوایز
- برنده بهترین فیلم کوتاه خارجی از جشنواره مگا اکشن آن فیلم برای فیلم فرمیسک - آمریکا
- برنده جسورانه ترین فیلم داستانی از جشنواره هالیوود دریمز برای فیلم فرمیسک - آمریکا
- تندیس افتخار بهترین فیلمساز زن از جشنواره فیلمسازان مستقل آمریکا برای فیلم فرمیسک - آمریکا
- جایزه بهترین فیلمساز زن برای فصل قاصدک، دهمین جشنواره بین‌المللی فیلم نیویورک
- جایزه تاثیرگذارترین فیلم با موضوع اجتماعی برای فصل قاصدک، جوایز بین‌المللی فیلم Tietê، برزیل
- جایزه رز زرد برای فصل قاصدک در چهاردهمین جشنواره فیلم جیپور- هند
- جایزه بهترین فیلم بلند برای فصل قاصدک در پنجمین جشنواره فیلم دهلی- هند
- جایزه بهترین کارگردان برای سکوت در جشنواره بین المللی فیلم Job- ایران
- بهترین فیلم کوتاه خارجی برای فرمیسک در جشنواره Action on Film- آمریکا
- جایزه ویژه هیئت داوران برای فرمیسک در سینمای بین المللی از نگاه زنان- کردستان
- جایزه شایستگی کارگردانی فرمیسک در جوایز Pacific Screen- اندونزی
- جایزه کارگردانی زئوس برای فرمیسک در جشنواره بین المللی فیلم المپوس - آمریکا
- جایزه بهترین کارگردانی برای سکوت از جشنواره بین المللی فیلم اروپا
- بهترین فیلم کوتاه خارجی برای Fermysk در جشنواره اکشن در فیلم (AOF) MegaFest XVIII -  آمریکا

## داوری جشنواره‌های فیلم
از پیربند برای اولین بار به عنوان رئیس هیئت داوران در جشنواره فیلم سلیمانیه عراق دعوت شد. او در این باره گفت:
فیلمهای من در جشنواره‌های مختلف دیده می‌شد تا اینکه از عراق با من تماس گرفتند تا برای ریاست هیئت داوران جشنواره سلیمانیه عراق حضور پیدا کنم. بلافاصله پس از آن پای من به داوری جشنواره‌های مختلف باز شد. از جشنواره‌های تهران تا اربیل به عنوان داور و هیئت انتخاب فیلم در جشنواره‌های مختلف حضور داشتم.
- جشنواره فیلم بین‌المللی فیلم پرواز -ایران ۲۰۱۷-داور
- جشنواره بین‌المللی اکشن آن فیلم بخش فیلمهای ایرانی ۲۰۱۷-داور
- جشنواره بین‌المللی اکشن آن فیلم بخش فیلمهای ایرانی ۲۰۱۸-داور
- جشنواره بین‌المللی فیلم سلمان فارسی- ایران ۲۰۱۶-داور
- جشنواره بین‌المللی فیلم اربیل – کردستان عراق ۲۰۱۴-عضو هیئت انتخاب
- جشنواره فیلم نهال -بخش مستقل – ایران ۲۰۱۳ -داور
- جشنواره بین‌المللی فیلم زنان سلیمانیه-کردستان عراق -۲۰۱۳ – ریاست هیئت داوران
- جشنواره بین‌المللی فیلم مستند چراغ -سلیمانیه عراق -۲۰۱۳-داور
- جشنواره فیلم سلامت ۲۰۱۴ -ایران- داور